# المجمع المغلق 1878
المجمع المغلق 1878 هو المجمع الموكول بانتخاب بابا الكنيسة الكاثوليكية الجديد بعد استقالة البابا. انعقد مجمع الكرادلة لانتخاب البابا الجديد بدءًا من
16 فبراير 1878 وانتهى في 20 فبراير 1878. انتُخبَ ليون الثالث عشر ليكون البابا الجديد للكنيسة.
عُقدَ المجمع في إيطاليا في 1878.